# 張孟男
張孟男（1534年—1606年），字元嗣，號震峯，河南開封府中牟縣人，祖籍直隸保定府定興縣，明朝政治人物，同進士出身。

## 生平
汝南王張柔九世孫，淮陽王張弘範八世孫。嘉靖四十年（1561年）辛酉科河南乡试第七十七名举人，四十四年（1565年）乙丑科会试三十二名，廷试三甲二十五名進士。礼部观政，本年六月授廣平府推官。隆慶二年（1568年）六月行取，九月升任陝西漢中府同知，三年三月任順天府治中，四年三月升刑部员外郎，十一月调礼部仪制司，五年六月改任尚寶司丞。當時高拱是內閣首輔兼吏部尚書，妻子是張孟男姑姑。張孟男在公事外從未因私事和姑父高拱溝通，以至於四年沒有提升。之後高拱被驅逐，其他親戚均躲閃，只有張孟男留高拱到府邸，并送高拱至郊區。張居正當政時，起用張孟男為南京太僕寺卿，張孟男卻不依附張居正，后不被調用。很久后，張居正被貶，張孟男才升任南京工部右侍郎，十四年六月改工部右侍郎、掌通政司事。萬曆十七年（1589年）十月升刑部右侍郎，十二月升戶部左侍郎，十八年八月升南京工部尚書、南京戶部尚書。二十一年四月以拾遺請告，辭職歸鄉。二十五年起復南京户部尚書，三十一年以六年任期考满，加太子少保，三十四年五月病卒，贈太子太保。

## 家族
曾祖张嵩，散官。祖父张继祖，审理、累赠尚書。父张文教，庠生、累赠尚書。母徐氏，累赠夫人；继母趙氏。弟张叔男、张胤男、张裔男。

## 延伸阅读
[在维基数据编辑]
 《明史卷二百二十一》，出自《明史》